# Fußball-Club Bayern München 1986-1987
Questa voce raccoglie le informazioni riguardanti il Fußball-Club Bayern München nelle competizioni ufficiali della stagione 1986-1987.

## Stagione
In questa stagione il Bayern viene presto eliminato della coppa di Germania, dove viene sconfitto dal Fortuna Düsseldorf. In campionato, però, la squadra mette insieme cinquantatré punti, frutto di venti vittorie, tredici pareggi ed una sola sconfitta, patita contro il Bayer Leverkusen, che vince 3-0 in Baviera, e conquista così il decimo titolo tedesco. Nella Coppa dei Campioni, infine, i tedeschi eliminano in successione il PSV, l'Austria Vienna e l'Anderlecht, vincendo sempre all'andata e pareggiando nel ritorno, e raggiungono la semifinale. Qui la squadra sconfigge 4-1 il Real Madrid nella partita casalinga, ed accede poi alla finale di Vienna in seguito all'ininfluente sconfitta per 1-0 nel ritorno. L'ultima partita si disputa contro il Porto: i Rossi vanno presto in vantaggio con un gol di Ludwig Kögl, ma vengono prima raggiunti al settantottesimo con un famoso gol di tacco di Rabah Madjer, e infine superati due minuti dopo dal gol di Juary. A fine stagione Udo Lattek lascia la panchina della squadra.

## Maglie e sponsor
| Casa | Trasferta |  |

## Rosa
| N. |                     | Ruolo | Calciatore        |
| -- | ------------------- | ----- | ----------------- |
|    | Germania (bandiera) | P     | Raimond Aumann    |
|    | Belgio (bandiera)   | P     | Bobby Dekeyser    |
|    | Belgio (bandiera)   | P     | Jean-Marie Pfaff  |
|    | Germania (bandiera) | D     | Klaus Augenthaler |
|    | Germania (bandiera) | D     | Uli Bayerschmidt  |
|    | Germania (bandiera) | D     | Andreas Brehme    |
|    | Germania (bandiera) | D     | Norbert Eder      |
|    | Germania (bandiera) | D     | Hans Pflügler     |
|    | Germania (bandiera) | D     | Holger Willmer    |
|    | Germania (bandiera) | D     | Helmut Winklhofer |

| N. |                      | Ruolo | Calciatore         |
| -- | -------------------- | ----- | ------------------ |
|    | Germania (bandiera)  | C     | Hans Dorfner       |
|    | Germania (bandiera)  | C     | Hans-Dieter Flick  |
|    | Germania (bandiera)  | C     | Lothar Matthäus    |
|    | Germania (bandiera)  | C     | Norbert Nachtweih  |
|    | Germania (bandiera)  | A     | Dieter Hoeneß      |
|    | Germania (bandiera)  | A     | Ludwig Kögl        |
|    | Danimarca (bandiera) | A     | Lars Lunde         |
|    | Germania (bandiera)  | A     | Reinhold Mathy     |
|    | Germania (bandiera)  | A     | Michael Rummenigge |
|    | Germania (bandiera)  | A     | Roland Wohlfarth   |

## Organigramma societario
Area tecnica
- Allenatore: Udo Lattek
- Allenatore in seconda: Werner Olk
- Preparatore dei portieri:
- Preparatori atletici:

## Calciomercato

### Sessione estiva
| Acquisti | Acquisti       | Acquisti             | Acquisti |
| R.       | Nome           | da                   | Modalità |
| -------- | -------------- | -------------------- | -------- |
| A        | Lars Lunde     | Young Boys           |          |
| D        | Andreas Brehme | Kaiserslautern       |          |
| P        | Bobby Dekeyser | Union Saint-Gilloise |          |
| C        | Hans Dorfner   | Norimberga           |          |

| Cessioni | Cessioni            | Cessioni    | Cessioni |
| R.       | Nome                | a           | Modalità |
| -------- | ------------------- | ----------- | -------- |
| A        | Frank Hartmann      | Hannover 96 |          |
| D        | Bertram Beierlorzer | Stoccarda   |          |
| C        | Søren Lerby         | Monaco      |          |
| C        | Manfred Schwabl     | Norimberga  |          |
| C        | Uğur Tütüneker      | Galatasaray |          |

### Sessione invernale
| Acquisti | Acquisti | Acquisti | Acquisti |
| R.       | Nome     | da       | Modalità |
| -------- | -------- | -------- | -------- |

| Cessioni | Cessioni | Cessioni | Cessioni |
| R.       | Nome     | a        | Modalità |
| -------- | -------- | -------- | -------- |

## Risultati

### Bundesliga

#### Girone di andata
| Arbitro: | Gabor |

|                           |           |                     |
| Wohlfarth 1’ Matthäus 50’ | Marcatori | 30’ Simmes 70’ Zorc |

| Arbitro: | Barnick |

|  |           |                           |
|  | Marcatori | 68’, 89’ Mathy 77’ Brehme |

| Arbitro: | Theobald |

|                                 |           |  |
| Pflügler 13’ Wohlfarth 31’, 65’ | Marcatori |  |

| Arbitro: | Tritschler |

|                  |           |                                     |
| Philipkowski 32’ | Marcatori | 47’ (rig.) Matthäus 57’ Augenthaler |

| Arbitro: | Pauly |

|                                       |           |              |
| Matthäus 5’ Rummenigge 45’ Brehme 70’ | Marcatori | 20’ Plessers |

| Arbitro: | Assenmacher |

|          |           |                |
| Roos 64’ | Marcatori | 36’ Rummenigge |

| Arbitro: | Osmers |

|                                         |           |          |
| Pflügler 45’ Matthäus 55’ Wohlfarth 58’ | Marcatori | 68’ Rahn |

| Arbitro: | Föckler |

|            |           |              |
| Völler 27’ | Marcatori | 75’ Pflügler |

| Arbitro: | Kriegelstein |

|                                           |           |                              |
| Rummenigge 23’ Pflügler 24’ Wohlfarth 60’ | Marcatori | 44’ (rig.) Lameck 87’ Schulz |

| Francoforte sul Meno 11 ottobre 1986, ore 15:30 CET 10ª giornata | Eintracht Francoforte | 0 – 0 referto | Bayern Monaco | Waldstadion (58 000 spett.)\| Arbitro: \| Neuner \| |
| Arbitro:                                                         | Neuner                |               |               |                                                     |

| Arbitro: | Kruse |

|             |           |                |
| Feilzer 85’ | Marcatori | 2’ Augenthaler |

| Arbitro: | Wiesel |

|  |           |                            |
|  | Marcatori | 13’, 87’ Götz 79’ Hausmann |

| Arbitro: | Werner |

|                                   |           |                            |
| Gaudino 19’ Walter 44’ Scholz 70’ | Marcatori | 69’, 73’ Hoeneß 90’ Brehme |

| Arbitro: | Broska |

|                                                 |           |  |
| Matthäus 10’ (rig.) Wohlfarth 40’ Nachtweih 83’ | Marcatori |  |

| Krefeld 22 novembre 1986, ore 15:30 CET 15ª giornata | Bayer Uerdingen | 0 – 0 referto | Bayern Monaco | Grotenburg Stadion (25 000 spett.)\| Arbitro: \| Heitmann \| |
| Arbitro:                                             | Heitmann        |               |               |                                                              |

| Arbitro: | Kautschor |

|           |           |  |
| Flick 14’ | Marcatori |  |

| Arbitro: | Gabor |

|                       |           |                              |
| Hannes 23’ Täuber 47’ | Marcatori | 49’ Matthäus 82’ Augenthaler |

#### Girone di ritorno
| Arbitro: | Wiesel |

|                     |           |                    |
| Dickel 75’ Zorc 90’ | Marcatori | 27’, 33’ Wohlfarth |

| Arbitro: | Wittke |

|                                      |           |  |
| Matthäus 53’ Pflügler 58’ Hoeneß 64’ | Marcatori |  |

| Arbitro: | Heitmann |

|              |           |                 |
| Woodcock 38’ | Marcatori | 68’ Augenthaler |

| Arbitro: | Ahlenfelder |

|                                                     |           |  |
| Rummenigge 9’ Wohlfarth 56’ Hoeneß 62’ Matthäus 81’ | Marcatori |  |

| Arbitro: | Pauly |

|           |           |                          |
| Kastl 81’ | Marcatori | 26’ Lunde 87’ Rummenigge |

| Arbitro: | Weber |

|                                  |           |  |
| Hoeneß 18’ Lunde 38’ Dorfner 79’ | Marcatori |  |

| Arbitro: | Zimmermann |

|  |           |            |
|  | Marcatori | 35’ Hoeneß |

| Arbitro: | Dellwing |

|                                          |           |                       |
| Rummenigge 34’ Pflügler 49’ Matthäus 56’ | Marcatori | 14’ Völler 43’ Wolter |

| Arbitro: | Osmers |

|             |           |                         |
| Leifeld 15’ | Marcatori | 17’ Brehme 62’ Matthäus |

| Arbitro: | Schäfer |

|                              |           |              |
| Nachtweih 10’ Rummenigge 51’ | Marcatori | 60’ Turowski |

| Arbitro: | Krug |

|                        |           |  |
| Wohlfarth 57’ Eder 61’ | Marcatori |  |

| Leverkusen 16 maggio 1987, ore 15:30 CEST 29ª giornata | Bayer Leverkusen | 0 – 0 referto | Bayern Monaco | Ulrich-Haberland-Stadion (21 000 spett.)\| Arbitro: \| Theobald \| |
| Arbitro:                                               | Theobald         |               |               |                                                                    |

| Arbitro: | Puchalski |

|                                                |           |  |
| Wohlfarth 35’ Pflügler 58’ Matthäus 70’ (rig.) | Marcatori |  |

| Arbitro: | Mierswa |

|                        |           |                         |
| Müller 58’ Freiler 64’ | Marcatori | 19’ Rummenigge 32’ Kögl |

| Arbitro: | Brückner |

|                                |           |                            |
| Matthäus 11’ (rig.) Hoeneß 67’ | Marcatori | 21’ Klinger 39’ Eðvaldsson |

| Arbitro: | Wiesel |

|               |           |                                   |
| Klinsmann 59’ | Marcatori | 31’, 48’ (rig.) Matthäus 38’ Kögl |

| Arbitro: | Heitmann |

|               |           |  |
| Nachtweih 88’ | Marcatori |  |

### Coppa di Germania
| Arbitro: | Mierswa |

|              |           |                         |
| Loontiens 4’ | Marcatori | 22’ Mathy 89’ Wohlfarth |

| Arbitro: | Umbach |

|            |           |                                |
| Buncol 17’ | Marcatori | 7’, 14’ Wohlfarth 73’ Matthäus |

| Arbitro: | Theobald |

|                                      |           |  |
| Dusend 70’ Preetz 88’ Bockenfeld 90’ | Marcatori |  |

### Coppa dei Campioni
| Arbitro: | Valentine |

|  |           |                |
|  | Marcatori | 80’, 90’ Mathy |

| Monaco di Baviera 1º ottobre 1986, ore 20:00 CET Primo turno | Bayern Monaco | 0 – 0 referto | PSV | Stadio Olimpico (32 000 spett.)\| Arbitro: \| Vautrot \| |
| Arbitro:                                                     | Vautrot       |               |     |                                                          |

| Arbitro: | Christov |

|                               |           |  |
| Flick 44’ Matthäus 73’ (rig.) | Marcatori |  |

| Arbitro: | Ponnet |

|             |           |               |
| Polster 54’ | Marcatori | 34’ Wohlfarth |

| Arbitro: | Arminio |

|                                                           |           |  |
| Rummenigge 15’ Pflügler 28’ Hoeneß 69’, 86’ Wohlfarth 90’ | Marcatori |  |

| Arbitro: | Bridges |

|                      |           |                            |
| Lozano 32’ Nilis 75’ | Marcatori | 56’ Wohlfarth 80’ Matthäus |

| Arbitro: | Valentine |

|                                                               |           |                |
| Augenthaler 11’ Matthäus 30’ (rig.), 53’ (rig.) Wohlfarth 37’ | Marcatori | 45’ Butragueño |

| Arbitro: | Vautrot |

|                |           |  |
| Santillana 28’ | Marcatori |  |

| Arbitro: | Ponnet |

|                      |           |          |
| Madjer 77’ Juary 80’ | Marcatori | 25’ Kögl |

## Statistiche

### Statistiche di squadra
| Competizione       | Punti | In casa | In casa | In casa | In casa | In casa | In casa | In trasferta | In trasferta | In trasferta | In trasferta | In trasferta | In trasferta | Totale | Totale | Totale | Totale | Totale | Totale | DR  |
| Competizione       | Punti | G       | V       | N       | P       | Gf      | Gs      | G            | V            | N            | P            | Gf           | Gs           | G      | V      | N      | P      | Gf     | Gs     | DR  |
| ------------------ | ----- | ------- | ------- | ------- | ------- | ------- | ------- | ------------ | ------------ | ------------ | ------------ | ------------ | ------------ | ------ | ------ | ------ | ------ | ------ | ------ | --- |
| Bundesliga         | 53    | 17      | 14      | 2       | 1       | 41      | 14      | 17           | 6            | 11           | 0            | 26           | 17           | 34     | 20     | 13     | 1      | 67     | 31     | +36 |
| Coppa di Germania  | -     | 0       | 0       | 0       | 0       | 0       | 0       | 3            | 2            | 0            | 1            | 5            | 5            | 3      | 2      | 0      | 1      | 5      | 5      | 0   |
| Coppa dei Campioni | -     | 4       | 3       | 1       | 0       | 11      | 1       | 5            | 1            | 2            | 2            | 6            | 6            | 9      | 4      | 3      | 2      | 17     | 7      | +10 |
| Totale             | 53    | 21      | 17      | 3       | 1       | 52      | 15      | 25           | 9            | 13           | 3            | 37           | 28           | 46     | 26     | 16     | 4      | 89     | 43     | +46 |

### Andamento in campionato
| Giornata  | 1 | 2 | 3 | 4 | 5 | 6 | 7 | 8 | 9 | 10 | 11 | 12 | 13 | 14 | 15 | 16 | 17 | 18 | 19 | 20 | 21 | 22 | 23 | 24 | 25 | 26 | 27 | 28 | 29 | 30 | 31 | 32 | 33 | 34 |
| --------- | - | - | - | - | - | - | - | - | - | -- | -- | -- | -- | -- | -- | -- | -- | -- | -- | -- | -- | -- | -- | -- | -- | -- | -- | -- | -- | -- | -- | -- | -- | -- |
| Luogo     | C | T | C | T | C | T | C | T | C | T  | T  | C  | T  | C  | T  | C  | T  | T  | C  | T  | C  | T  | C  | T  | C  | T  | C  | C  | T  | C  | T  | C  | T  | C  |
| Risultato | N | V | V | V | V | N | V | N | V | N  | N  | P  | N  | V  | N  | V  | N  | N  | V  | N  | V  | V  | V  | V  | V  | V  | V  | V  | N  | V  | N  | N  | V  | V  |
| Posizione | 9 | 4 | 2 | 3 | 2 | 1 | 1 | 1 | 1 | 1  | 1  | 3  | 2  | 2  | 2  | 1  | 2  | 2  | 1  | 2  | 1  | 1  | 1  | 1  | 1  | 1  | 1  | 1  | 1  | 1  | 1  | 1  | 1  | 1  |

Legenda:

Luogo: C = Casa; T = Trasferta. Risultato: V = Vittoria; N = Pareggio; P = Sconfitta.

### Statistiche dei giocatori
| Giocatore       | Bundesliga | Bundesliga | Bundesliga  | Bundesliga | Coppa di Germania | Coppa di Germania | Coppa di Germania | Coppa di Germania | Coppa dei Campioni | Coppa dei Campioni | Coppa dei Campioni | Coppa dei Campioni | Totale   | Totale | Totale      | Totale     |
| Giocatore       | Presenze   | Reti       | Ammonizioni | Espulsioni | Presenze          | Reti              | Ammonizioni       | Espulsioni        | Presenze           | Reti               | Ammonizioni        | Espulsioni         | Presenze | Reti   | Ammonizioni | Espulsioni |
| --------------- | ---------- | ---------- | ----------- | ---------- | ----------------- | ----------------- | ----------------- | ----------------- | ------------------ | ------------------ | ------------------ | ------------------ | -------- | ------ | ----------- | ---------- |
| K. Augenthaler  | 25         | 4          | 3           | 0          | 2                 | 0                 | 1                 | 0                 | 6                  | 1                  | 1                  | 1                  | 33       | 5      | 5           | 1          |
| R. Aumann       | 0          | 0          | 0           | 0          | 0                 | 0                 | 0                 | 0                 | 0                  | 0                  | 0                  | 0                  | 0        | 0      | 0           | 0          |
| U. Bayerschmidt | 1          | 0          | 0           | 0          | 0                 | 0                 | 0                 | 0                 | 1                  | 0                  | 0                  | 0                  | 2        | 0      | 0           | 0          |
| A. Brehme       | 31         | 4          | 5           | 0          | 2                 | 0                 | 1                 | 0                 | 8                  | 0                  | 1                  | 0                  | 41       | 4      | 7           | 0          |
| B. Dekeyser     | 0          | 0          | 0           | 0          | 1                 | 0                 | 0                 | 0                 | 0                  | 0                  | 0                  | 0                  | 1        | 0      | 0           | 0          |
| H. Dorfner      | 17         | 1          | 2           | 0          | 1                 | 0                 | 1                 | 0                 | 4                  | 0                  | 0                  | 0                  | 22       | 1      | 3           | 0          |
| N. Eder         | 32         | 1          | 1           | 1          | 3                 | 0                 | 0                 | 0                 | 9                  | 0                  | 0                  | 0                  | 44       | 1      | 1           | 1          |
| H. Flick        | 19         | 1          | 4           | 0          | 2                 | 0                 | 0                 | 0                 | 5                  | 1                  | 0                  | 0                  | 26       | 2      | 4           | 0          |
| F. Hartmann     | 1          | 0          | 0           | 0          | 0                 | 0                 | 0                 | 0                 | 0                  | 0                  | 0                  | 0                  | 1        | 0      | 0           | 0          |
| D. Hoeneß       | 26         | 7          | 0           | 0          | 2                 | 0                 | 0                 | 0                 | 6                  | 2                  | 0                  | 0                  | 34       | 9      | 0           | 0          |
| L. Kögl         | 21         | 2          | 0           | 0          | 1                 | 0                 | 0                 | 0                 | 5                  | 1                  | 0                  | 0                  | 27       | 3      | 0           | 0          |
| L. Lunde        | 21         | 2          | 1           | 0          | 2                 | 0                 | 0                 | 0                 | 5                  | 0                  | 0                  | 0                  | 28       | 2      | 1           | 0          |
| R. Mathy        | 11         | 2          | 1           | 0          | 1                 | 1                 | 1                 | 0                 | 3                  | 2                  | 0                  | 0                  | 15       | 5      | 2           | 0          |
| L. Matthäus     | 31         | 14         | 5           | 0          | 3                 | 1                 | 0                 | 0                 | 7                  | 4                  | 2                  | 0                  | 41       | 19     | 7           | 0          |
| N. Nachtweih    | 33         | 3          | 6           | 0          | 3                 | 0                 | 2                 | 0                 | 9                  | 0                  | 0                  | 0                  | 45       | 3      | 8           | 0          |
| J. Pfaff        | 34         | 0          | 2           | 0          | 2                 | 0                 | 0                 | 0                 | 9                  | 0                  | 1                  | 0                  | 45       | 0      | 3           | 0          |
| H. Pflügler     | 32         | 7          | 4           | 0          | 3                 | 0                 | 0                 | 0                 | 9                  | 1                  | 0                  | 0                  | 44       | 8      | 4           | 0          |
| M. Rummenigge   | 31         | 8          | 1           | 0          | 3                 | 0                 | 0                 | 0                 | 8                  | 1                  | 0                  | 0                  | 42       | 9      | 1           | 0          |
| H. Willmer      | 9          | 0          | 0           | 0          | 0                 | 0                 | 0                 | 0                 | 2                  | 0                  | 0                  | 0                  | 11       | 0      | 0           | 0          |
| H. Winklhofer   | 17         | 0          | 2           | 0          | 1                 | 0                 | 0                 | 0                 | 5                  | 0                  | 1                  | 0                  | 23       | 0      | 3           | 0          |
| R. Wohlfarth    | 27         | 11         | 1           | 0          | 3                 | 3                 | 0                 | 0                 | 8                  | 4                  | 0                  | 0                  | 38       | 18     | 1           | 0          |